# Дипломатически мисии на Намибия
Този списък включва дипломатическите мисии на Намибия по света.

## Европа
- Австрия
  - Виена (посолство)
- Белгия
  - Брюксел (посолство)
- Великобритания
  - Лондон (представителство)
- Германия
  - Берлин (посолство)
- Русия
  - Москва (посолство)
- Франция
  - Париж (посолство)
- Швеция
  - Стокхолм (посолство)

## Северна Америка
- Куба
  - Хавана (посолство)
- САЩ
  - Вашингтон (посолство)

## Южна Америка
- Бразилия
  - Бразилия (посолство)

## Африка
- Ангола
  - Луанда (посолство)
- Ботсвана
  - Габороне (представителство)
- Демократична република Конго
  - Киншаса (посолство)
- Етиопия
  - Адис Абеба (посолство)
- Замбия
  - Лусака (представителство)
- Зимбабве
  - хараре (посолство)
- Нигерия
  - Абуджа (представителство)
- ЮАР
  - Претория (представителство)

## Азия
- Индия
  - Ню Делхи (представителство)
- Китай
  - Пекин (посолство)
- Малайзия
  - Куала Лумпур (представителство)

## Междудържавни организации
- - Адис Абеба - Африкански съюз
  - Брюксел - ЕС
  - Ню Йорк - ООН